# Weinmannia hildebrantii
Weinmannia hildebrantii är en tvåhjärtbladig växtart som beskrevs av Henri Ernest Baillon. Weinmannia hildebrantii ingår i släktet Weinmannia och familjen Cunoniaceae. Inga underarter finns listade i Catalogue of Life.